# Haggard
A Haggard egy német gótikus-szimfonikus metal együttes. Stílusuk a folk, középkori és reneszánsz hangzásokat keveri a melodikus death metal-lal.

## Története
A Haggard együttes 1991-ben alakult, eredetileg death metal volt a stílusuk, ami első demó szalagjuk az Introduction (Bevezetés) megjelenése után, 1992-ben változott. Ezután kezdtek el folk tematikájú szimfonikus dallamokat játszani, többnyire klasszikus hangszerekkel. Betörésüket a közönség tudatába 1997-ben, az And Thou Shalt Trust… the Seer albummal érték el, ezt követte az Awaking the Centuries, mely nem csak hazájukban, hanem Mexikóban is nagy sikert aratott, ahol kétszer is turnéztak. E turnék gyümölcse a koncertfelvételes album, az Awaking the Gods. 2004-ben jelent meg a talán legkedveltebb és legismertebb albumuk, az Eppur si muove.
2008-ban jelent meg és nem kis feltűnést keltett a Tales of Ithiria. Egy kissé más irányba tapogató, új témákkal s hangokkal kísérletező csomag, mely azonban megőrizte a Haggard-albumok jellegzetes hangszínét, kiforrottságát, egyéni stílusát. A Tales of Ithiria megjelenését egy régóta áhított kelet-európai lemezbemutató turné követte.

## Tagok
Az együttesben kezdetektől máig aktív tagok az alapító Asis Nasseri és Luz Marsen. Valamennyi dalt maga a frontember, Nasseri szerezte.
Jelenlegi, állandó tagok
- Asis Nasseri – vokál, gitár
- Susanne Ehlers – szoprán
- Veronika Kramheller – szoprán
- Fiffi Fuhrmann – tenor, basszus
- Andreas Peschke – fuvola
- Florian Bartl – oboa, angolkürt
- Steffi Hertz – brácsa
- Johannes Schleiermacher – cselló
- Ivica Percinlic – nagyhegedű
- Claudio Quarta – gitár
- Hans Wolf – zongora, billentyűs hangszerek
- Luz Marsen – dobok, ütőhangszerek

Klasszikus felállás
- Asis Nasseri – vokál, gitár, basszus
- Susanne Ehlers – szoprán
- Manuela – szoprán
- Piccolo - tenor, bariton
- Fiffi Fuhrmann – tenor, basszus
- Patricia - hegedű
- Steffi Hertz – brácsa
- Johannes Schleiermacher – cselló
- Ivica Percinlic – nagyhegedű
- Claudio Quarta – gitár
- Hans Wolf – zongora, billentyűs hangszerek
- Luz Marsen – dobok, ütőhangszerek

Korábbi tagok
- Michael Stapf – hegedű
- Judith Marschall – hegedű
- Doro – hegedű
- Michael Schumm – üstdob, ütősök
- Mark Pendry – klarinét
- Sasema – vokál
- Robert von Greding – klarinét
- Christoph von Zastrow – fuvola
- Danny Klupp – gitár
- Kathrin Pechlof – hárfa
- Karin Bodemüller – vokál
- Florian Schnellinger – basszus, vokál
- Andi Nad – basszus
- Gaby Koss – vokál
- Robin Fischer – basszus
- Andi Hemberger – vokál
- Kathrin Hertz – cselló
- Andreas Peschke – fuvola

Az együttes az Awaking the Centuries album megjelenítése után érte el legnagyobb létszámát, amikor is a Haggard nem kevesebb, mint 21 tagot számlált.
Az Eppur Si Muove album készítéséhez pedig több, mint 10 vendégművész besegített. A tagok különböző nemzetiségének köszönhetően, a többnyire angol nyelvű dalokba német, francia, finn, olasz, sőt latin szöveg is keveredik, ezzel is gazdagítva az együttes kulturális értékkészletét.

## Diszkográfia
Demók
- Introduction (1992)
- Progressive (1994)
- Once… Upon A December´s Dawn (1995)

Albumok
- And Thou Shalt Trust… the Seer (1997)
- Awaking the Centuries (2000)
- Awaking the Gods: Live In Mexico (2001)
- Eppur Si Muove (2004)
- Tales of Ithiria (2008)

DVD-k, videók
- In A Pale Moon's Shadow (VHS) (1998)
- Awaking the Gods: Live In Mexico (DVD/VHS) (2001)

## Az albumok témái
And Thow Shall Trust…the Seer
Az 1997-ben megjelent első nagylemez, a "Te pedig hinni fogsz…a látóban", alapjában véve az inkvizíció és az akkori katolikus egyház visszaéléseit ítéli el, előrevetítve ugyanakkor a következő album tematikáját. Az irányzat, mely ebben az albumban már kikristályosodott, a Progressive demóalbumban is nagyjából kiforrott, ám a dalokat nem köti össze egy központi figura vagy elem.
Awaking the Centuries
Az "A századok felébresztése" című album témája Michel Nostradamus és az 1540-es évek körül Franciaországban dúló pestisjárvány. Az előző album itt teljesedik be, a Heavenly Damnation (mennyei kárhozat)és a Final Victory (végső győzelem) című dalban is visszatér a "thow shall trus the seer" egy megegyező szakaszban. Máskülönben jellemzője az albumnak, hogy egyes szakaszok vagy félszakaszok az album későbbi dalaiban megismétlődnek. Ez az album tudatos összeállítására, gondos megszerkesztésére vall, mint az is, hogy az egyes dalok fejezetekbe vannak szedve.
Awaking the Gods
A mexikói turnék koncertjeiről készült felvétel teszi ki az anyagát az "Istenek ébresztője" című albumnak és videó DVD-nek. Ezeken a két előző album dalaiból találhatunk vegyesen, a rajongó közönség elmaradhatatlan, élményvarázsló közreműködésével.
Eppur Si Muove
Galileo Galilei híres szállóigéje az "És mégis mozog(a Föld)" a névadója annak az albumnak, mely nagyrészt a jeles XVI. századi tudós, csillagászról szól. A névadó dal és a Per Aspera ad Astra-n kívül az album és talán az együttes legismertebb és legszebb éneke a Herr Mannelig. Ezt a középkori svéd balladát több szimfonikus metal együttes is feldolgozta, mint például In Extremo, Garmarna, Hedningarna, Psalteria, Satarial és Wolfenmond. A Haggard verziója olasz nyelvű, Laura Belli és férje Saverio Suarez Ribaudo, valamint a refrént Gaby Koss éneklik.

## Külső hivatkozások
- Haggard - az együttes hivatalos honlapja
- Drakkar Entertainment - a kiadó hivatalos honlapja